# Stanina Reka
Stanina Reka (Servisch cyrillisch Станина Река) is een plaats in de Servische gemeente Valjevo. De plaats telt 421 inwoners (2002).

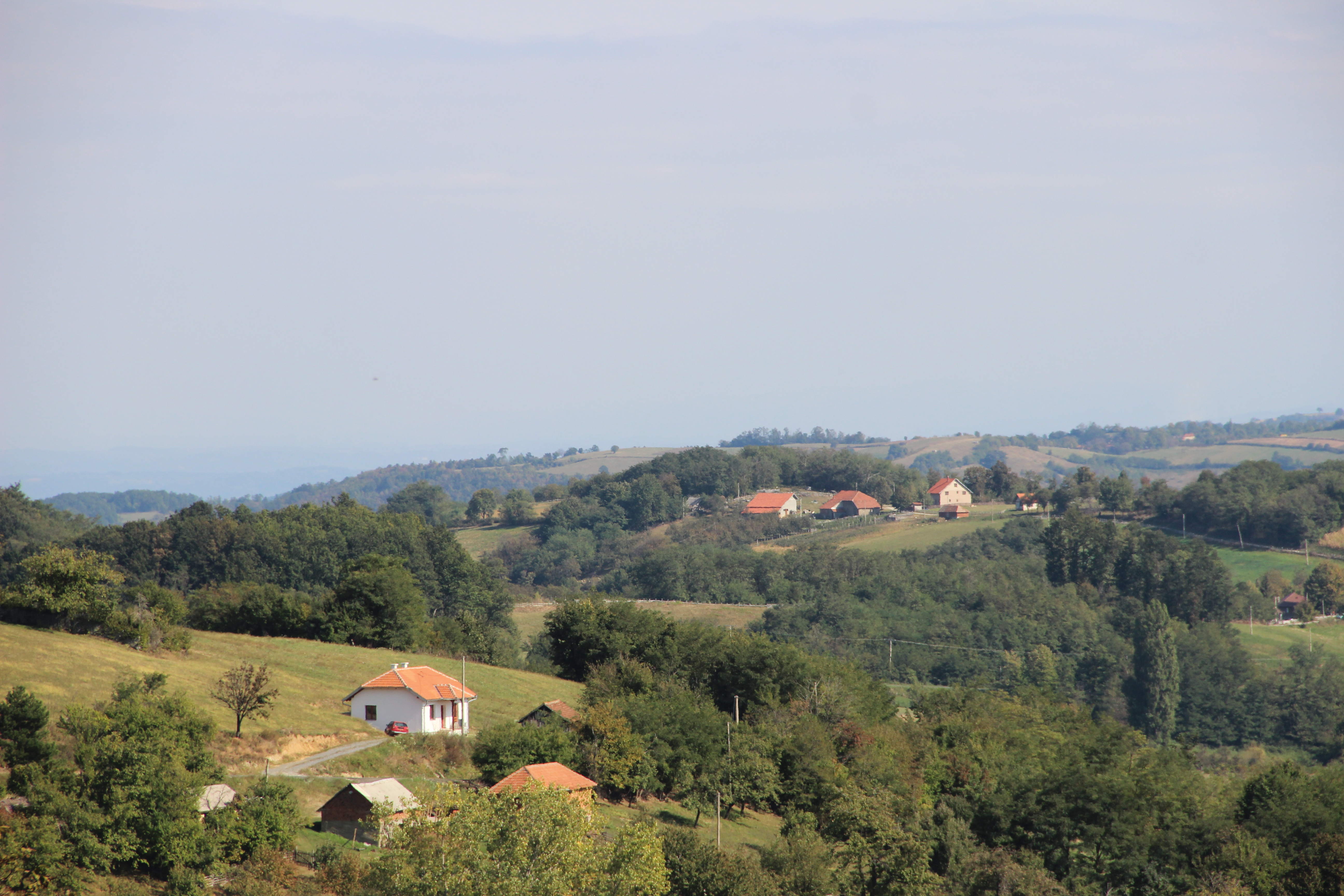
Stanina Reka - panorama
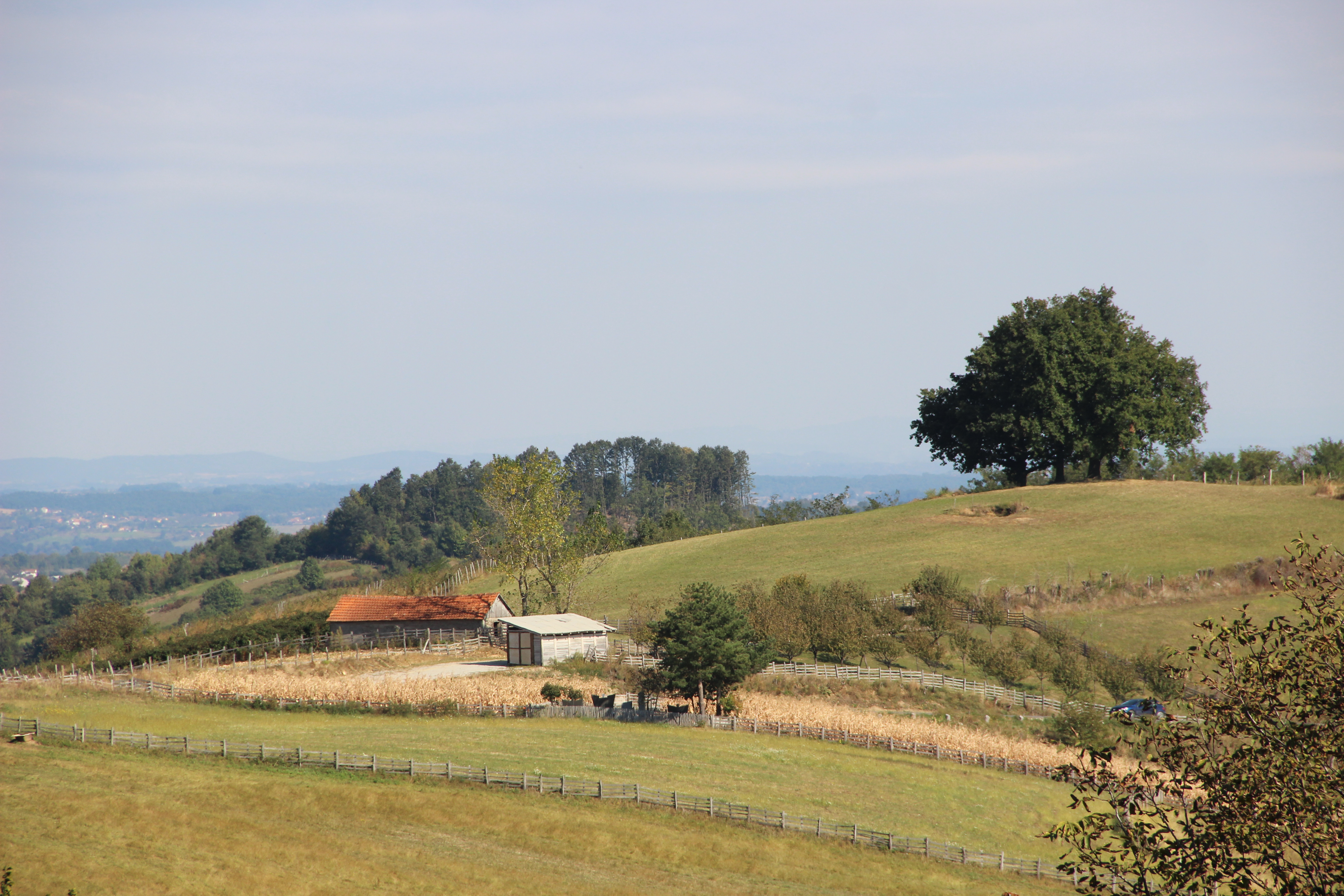
Stanina Reka - panorama
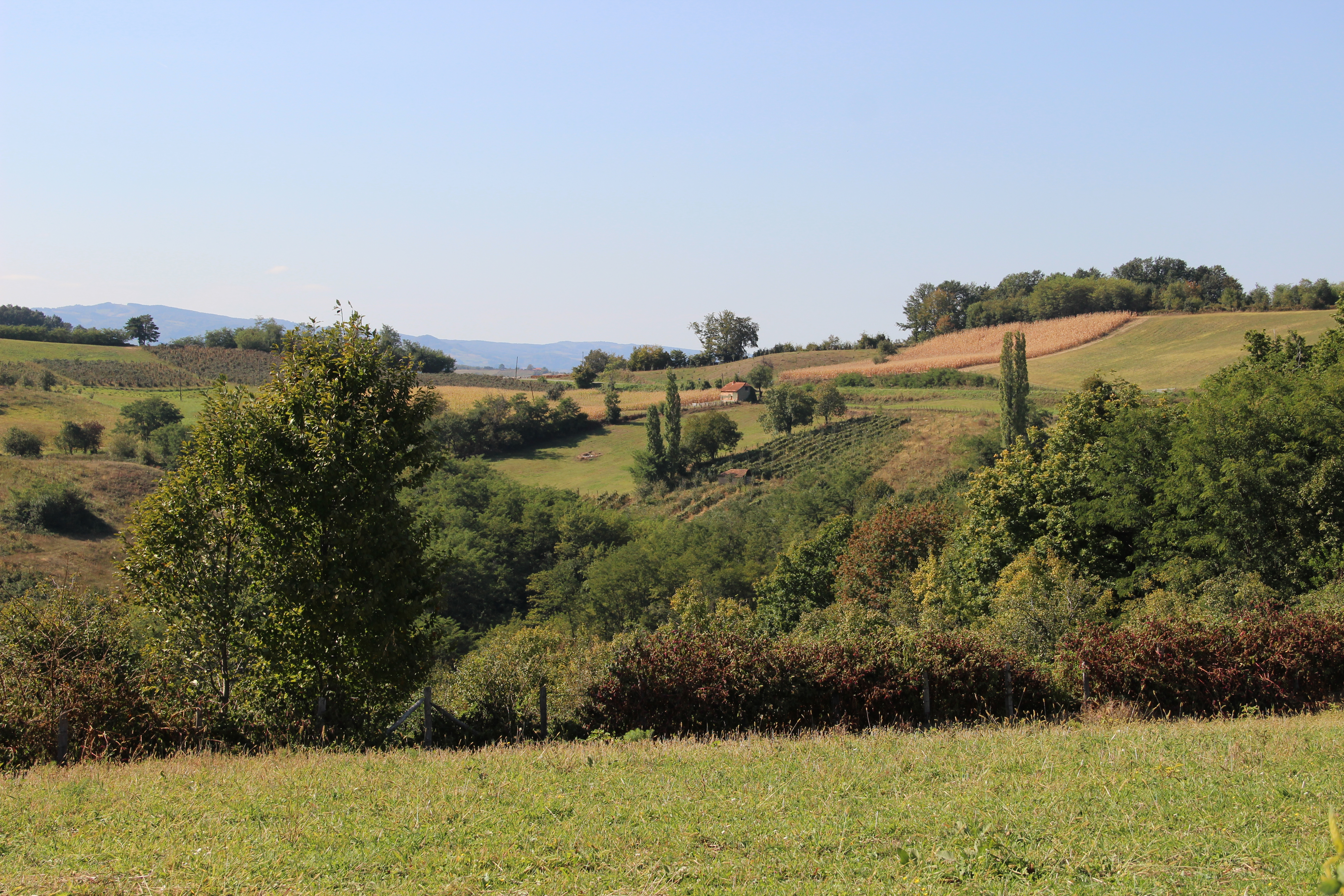
Stanina Reka - panorama
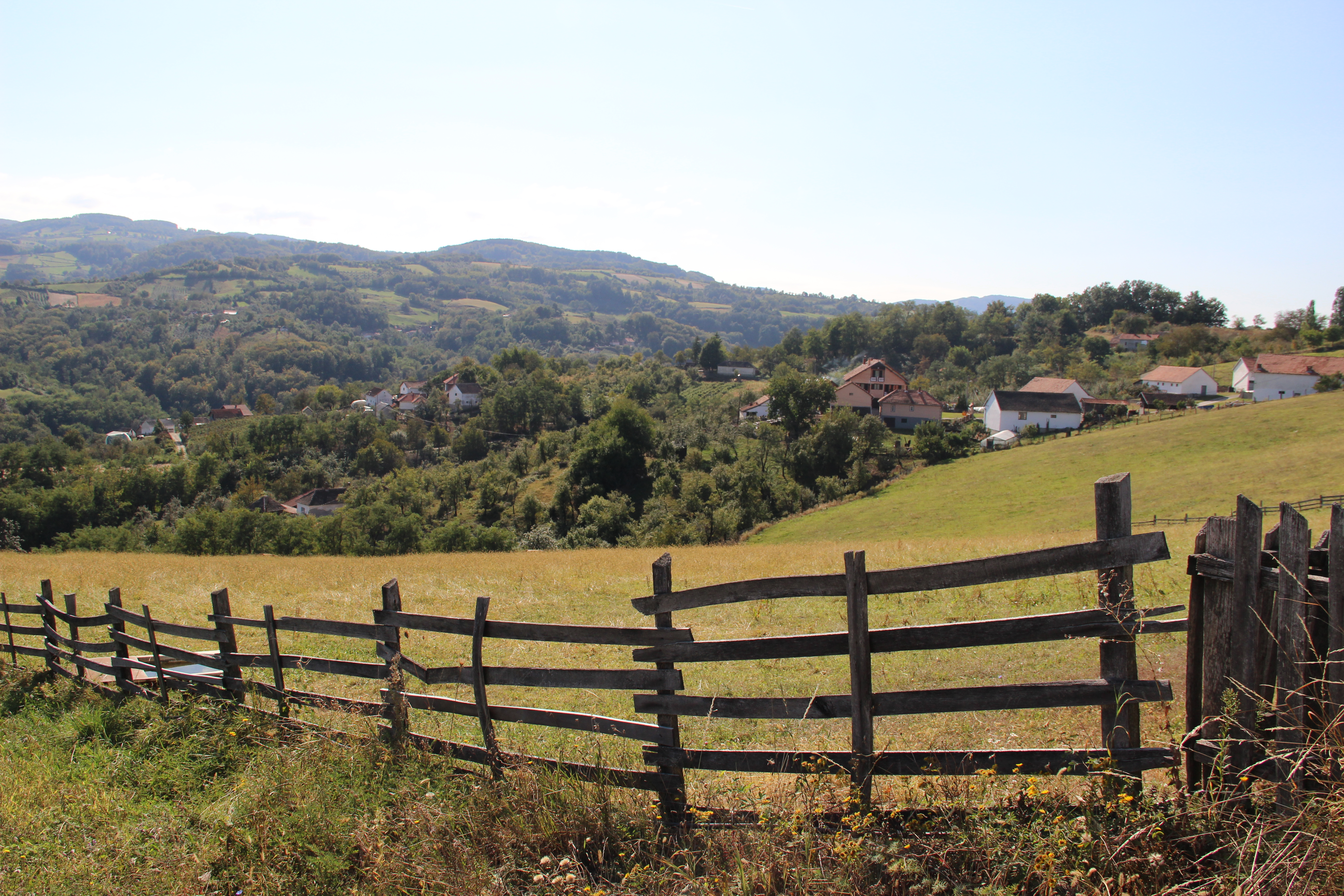
Stanina Reka - panorama
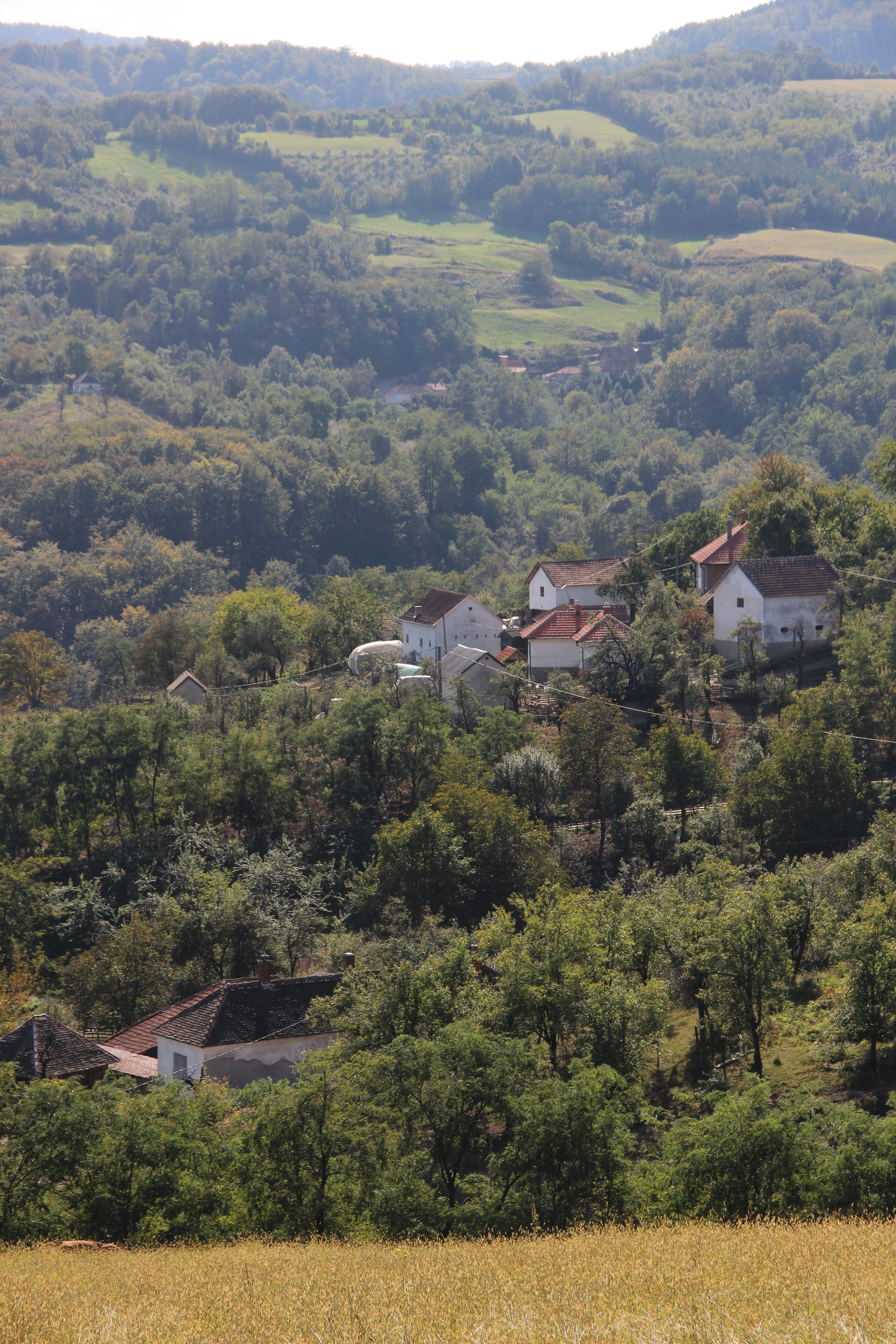
Stanina Reka - panorama
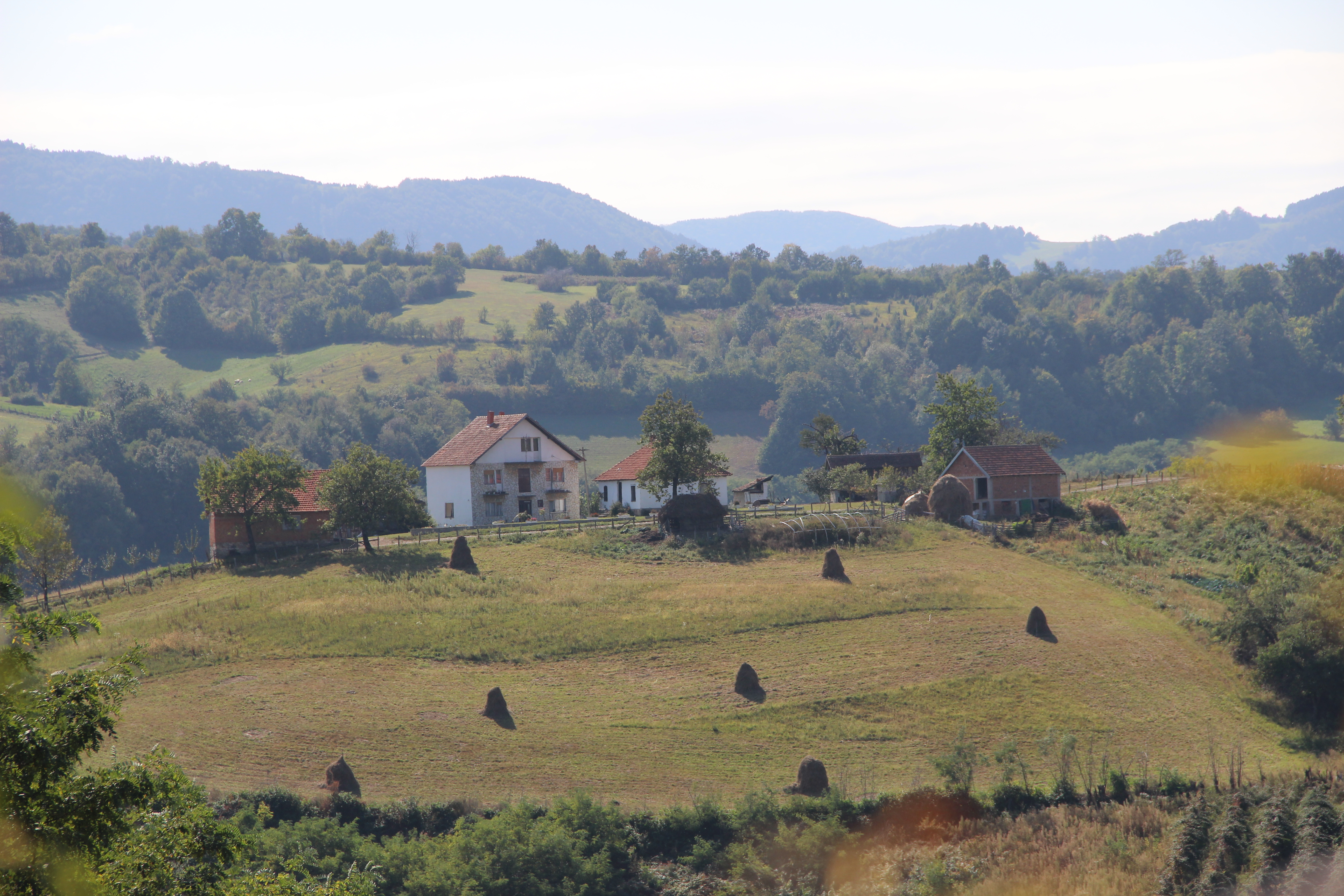
Stanina Reka - panorama